# Feckfeck

feckfeck (также известен, как fuckfuck или f*ckf*ck) — эзотерический язык программирования, созданный Томасом Рэтбоном, является аналогом языка Brainfuck. Особенностью программ написанных на feckfeck считается некоторое их сходство с грубым нецензурным выражением.

## Сравнение feckfeck и Brainfuck команд
| feckfeck | Brainfuck | Описание                                 |
| -------- | --------- | ---------------------------------------- |
| b**b     | +         | Значение текущей ячейки увеличивает на 1 |
| t**s     | -         | Значение текущей ячейки уменьшают на 1   |
| f**k     | >         | Следующая ячейка                         |
| s**g     | <         | Предыдущая ячейка                        |
| a**e     | [         | Начало цикла                             |
| b**t     | ]         | Конец цикла                              |
| c**k     | .         | Вывод значения текущей ячейки            |
| k**b     | ,         | Запрос значения текущей ячейки           |

## Пример программы
```
Boob!!!!!!!!!!!!
A R S E feck kn*b c** ksh ag t*ts butt
```

В результате выполнения данной программы на поток вывода поступит двенадцать символов с потока ввода.